# Aljaksej Karpjuk
Aljaksej Karpjuk (belarussisch Аляксей Карпюк, russisch Алексей Карпюк/Alexei Karpjuk; * 14. April 1920 in Straszewo in der Nähe von Gródek (heute Powiat Białostocki/Polen); † 14. August 1992 in Grodna, Belarus) war ein belarussischer Schriftsteller und eine Persönlichkeit des öffentlichen Lebens. Er war von 1960 bis 1990 eine führende Persönlichkeit der Intelligenzija in Grodna und unterstützte die Schriftsteller-Dissidenten in der UdSSR.

## Biografie
Aljaksej Karpjuk wurde in einer Bauernfamilie geboren, der Vater war Anhänger der Kommunistischen Partei des westlichen Belarus. Im Jahre 1934 hatte die 7-Jahre-Schule absolviert, und 1938–1939 besuchte er das polnische Gymnasium in Wilna. Nach dessen Schließung (sowjetische Besetzung Ostpolens am 17. September 1939) wurde besuchte er bis 1941 die pädagogische Fachhochschule in Nawahradak.
Nach dem deutschen Angriff auf die Sowjetunion gehörte er einer subversiven Gruppe. Bei einer Sabotage-Aktion gegen die Eisenbahn wurde er 1942 verhaftet und ins Gefängnis nach Białystok geschickt. Von dort kam er ins deutsche KZ Stutthof, was später eine wichtige Rolle in seinem Lebenslauf spielen sollte. Im Herbst 1943 gelang ihm die Flucht, seitdem nahm er aktiv an den Partisanenkämpfen teil. 1944 war er Leiter der Kalinowski-Partisaneneinheit nahe Grodno. 1944–1945 war in der Roten Armee und nahm an den Kämpfen auf polnischen und auf deutschen Gebiet (Berlin, April 1945) teil. Er wurde zweimal verwundet und blieb Kriegsinvalider.
Im Jahre 1947 trat er der Kommunistischen Partei von Belarus bei. 1949 schloss er die Pädagogische Hochschule in Grodno im Fach Englische Sprache ab. 1949–1951 arbeitete er im Amt für Volksbildung in Sapockin und war Direktor der Biskup-7-Jahre-Schule im Bezirk Waukawysk.
Als erstes Werk wurde 1953 „An einem Institut“ veröffentlicht. Seit 1953 war Mitglied der Schriftstellervereinigung der UdSSR. 1953–1955 arbeitete er in Grodno an der Pädagogischen Hochschule, 1955–1957 in der Gebietszeitung „Grodnenskaja Prawda“ und als Korrespondent der Zeitung „Literatur und Kunst“. Im Jahre 1961 absolvierte er Literatur-Weiterbildungskurse in Moskau und wurde Leiter der Reiseagentur Inturist in Grodno.
1965 wurde er Sekretär der Grodno-Abteilung der Schriftstellervereinigung der UdSSR, 1977–1981 war er Direktor des „Republikanischen Museums für Atheismus und Geschichte“ in Grodno (eines der nationalbewusstesten Museen in Belarus zu Sowjetzeiten). 1978 wurde er erneut zum Sekretär der Grodno-Abteilung der Schriftstellervereinigung der UdSSR gewählt. In der zweiten Hälfte der 80er Jahre engagierte er sich aktiv im öffentlichen und gesellschaftlichen Leben in Grodno. Er war Anhänger der Belarussischen Nationalen Front (BNF), einer der Gründer der Vereinigung der Belarusen der Welt „Backaushchyna“ und hatte öfter Kontakte zum Klub „Pahodnja“.
Aljaksej Karpjuk ist für seine Werke zum Leben im westlichen Teil von Belarus in der ersten Hälfte des 20. Jahrhunderts bekannt – dieses Thema erlaubte unter den Bedingungen der sowjetischen Zensur eine Schilderung der nationalen Geschichte (Erzählung „Danuta“, Roman „Wershalainski raj“ u.a). Um Aleksej Karpjuk entstand in Grodno 1960–1970 eine Gesellschaft der freidenkenden „Intelligenzija“. Zu unterschiedlichen Zeiten gehörten dazu Wassil Bykau, Danuta Bichel-Zagnetava, Wolga Ipatava, Branislau Rsheuski. Aljaksej Karpjuk selbst verbreitete aktiv in der UdSSR verbotene Literatur und stand im Briefwechsel mit Alexander Solschenizyn, der an Karpjuk seine Werke „Kerze im Wind“, „Rechte Hand“ und „Wie schade“ zum Druck übermittelte. Karpjuk hatte Kontakt mit der Familie Genijush. Die Telefongespräche von Karpjuk wurden abgehört, es wurden heimliche Durchsuchungen in seiner Wohnung gemacht. Einmal wurde er rechtzeitig gewarnt und konnte einiges vernichten – Briefe von Solschenizyn, Samizdat-Literatur. Nach Erinnerungen der Frau des Schriftstellers „wurde die illegale Literatur nachts zusammengelegt und im Wasser ertränkt … aber einiges ist erhalten geblieben“.
Am 20. Juni 1969 schickte Juri Andropow, KGB-Chef der UdSSR, an das Zentrale Komitee der Kommunistischen Partei CK KPSS ein geheimes Schreiben: „Das Komitee für Staatssicherheit verfügt über Informationen zu ungesunden politischen Stimmungen der belarussischen Schriftsteller und Parteimitglieder Karpjuk und Bykau […] Karpjuk verbreitet illegal unter seinen Bekannten diverse schädliche Schriftstücke wie z. B. das Buch „Steile Route“ von Ginsburg-Aksjonov u. a. Er übt einen negativen Einfluss auf die Jugend… Vom KGB werden Aktionen zur Abwendung möglicher feindlicher Aktionen seitens der genannten Personen geplant“. Am 21. April 1972 wurde Karpjuk aus der Kommunistischen Partei der Sowjetunion unter den Beschuldigungen des Nationalismus und wegen kulakischer Herkunft und falscher Angaben über seine Vergangenheit (KZ-Dokumente wurden von den KGB-Offizieren Famin und Klimovich gefälscht) ausgeschlossen. 1970–1972 konnte Karpjuk keine Arbeit finden. Schließlich half ihm Petr Mascherau, der Vorsitzende der Kommunistischen Partei in Belarus. Im April 1973 wurde Karpjuk eine offizielle Ermahnung wegen Aktivitäten gegen offizielle Politik der Partei ausgesprochen, aber seine Parteimitgliedschaft wurde wiederhergestellt. Die Bespitzelung seiner Person wurde trotzdem fortgesetzt, aber, wie die Zeitgenossen anmerken, „gab es kein noch so kleines Forum, auf dem Karpjuk nicht aufgetreten wäre. Er scheute nicht davor zurück, die Wahrheit zu sagen“, „es gab keine einzige Versammlung bei der Vereinigung der Schriftsteller, auf der Karpjuk nicht irgendeinen Funktionär – ob Partei – oder Literatur – hart kritisiert hat“. Karpjuks Sohn Ivan schrieb 1976 an Andropow einen Brief und beklagte sich, dass er als einer der besten MIFI-Absolventen (beste sowjetische Universität für Physik in Moskau) keine Arbeit finden könne, da er scheinbar für die Aktivitäten seines Vaters bestraft wurde.
Im Jahre 1989 publizierte Karpjuk sehr aktiv: Er veröffentlichte einige Artikel zur Interpretation der Ereignisse von 1939, die weit von der offiziellen Version entfernt waren. Das Büro der Kommunistischen Partei in Grodno verabschiedet einen speziellen Erlass dazu: „die Befreiungsaktion der Roten Armee vom September 1939 werden von Karpjuk subjektiv und einseitig gezeigt, sehr eigenartig wird die Einstellung der Einwohner zu den Soldaten und der Prozess der Kollektivierung in den 40er und 50er Jahren wiedergegeben“. Dieser Erlass war ein Grund für Wasil Bykau, als Verteidigung für Karpjuk einen Artikel zu schreiben. Karpjuk wurde von der Zeitschrift „Politischer Gegenüber“ angegriffen, die über ihn falsche Informationen verbreitete. Karpjuk klagte gegen den Autor dieses Artikels und er gewann am 2. April 1991 das Verfahren. Das Oberste Gericht der BSSR bestätigte am 12. Juli 1991 das Urteil. Am 5. April 1991 trat Karpjuk aus der Kommunistischen Partei der Sowjetunion aus, da er „an die Prinzipien von Marxismus und Leninismus nicht mehr glaubt und zur Erkenntnis gekommen ist, dass diese Ideen utopisch sind, […] in den bürokratischen Gebäuden ausgedacht wurden“, aber das Parteibuch hat er „zur Erinnerung an die Träume seiner Jugend behalten“.

## Ehrungen
Karpjuk war mit dem Orden der Roten Fahne, dem Orden des Vaterländischen Krieges (Stufe I und II), diversen Medaillen, dem Goldkreuz des polnischen Ordens „Orden Virtuti Militari“ und dem Kulturverdienstorden der Belarussischen Sozialistischen Sowjetrepublik (BSSR) (1980) ausgezeichnet worden und erhielt 1986 für sein Werk „Ein zeitgenossischer Konflikt“ („Suchasny kanflikt“) die Literatur-Ivan-Melesch-Prämie der BSSR.

## Werke
Herausgegeben wurden:
- Zwei Kiefer (orig.: Дзве сасны/Dzve sasny) (1958)
- Danuta (orig.: Данута) (1960)
- Mein Grodno-Land (orig.: Мая Гродзеншчына/Maja Hrodzenščyna) (1960)
- Wald-Odyssee (orig.: Пушчанская адысея/Puščanskaja adyseja) (1964)
- Was wir wert sind (Bibliothek der Zeitschrift „Stimme der Heimat“, 1970)
- Spur auf der Erde: Schätze und Eroberungen meines Grodno-Landes (orig.: След на зямлі: Скарбы і здабыткі маёй Гродзеншчыны/Sled na zjamli: Skarby i zdabytki maëj Hrodzenščyny) (1972)
- Werschalainski Paradies (orig.: Вершалінскі рай/Veršalinski raj) (1974)
- Olga Korbut (orig.: Ольга Корбут/Ol'ha Korbut)(1977)
- Frischer Fisch (orig.: Свежая рыба/Svežaja ryba) (1978)
- Porträt (orig.: Партрэт/Partrėt) (1983)
- Zeitgenössischer Konflikt (orig.: Сучасны канфлікт/Sučasny kanflikt) (1985)
- Zwei Schwestern (orig.: Дзве сястры/Dzve sjastry) (Märchen, 1986)

Romane:
- Wurzeln (orig.: Карані/Karani) (1988)
- Weiße Dame (orig.: Белая дама/Belaja dama)
- Requiem

Ausgewählte Werke wurden in zwei Bändern 1980 und 1990–1991 herausgegeben. Ausgewählte Werke wurden auch in der „Belarussischem Bücherübersicht“ (Беларускі кнігазбор/„Belaruski knigazbor“) 2007 herausgegeben.

## Dokumente
- ANH. F-3 (Аляксей Карпюк);
- Центр Хранения Современной Документации. Фонд 5, опись 61, ед. хранения 8182 (ролик № 009867).
- Постановление Бюро Гродненского обкома КПБ «Об обращении и письмах ветеранов войны и труда в обком КПБ на публикации А.Н.Карпюка в газете «Гродненская гравда» // Гродненская правда 23. Dezember 1989;